# ارنست کالتنبرونر
ارنست کالتنبرونر (به آلمانی: Ernst Kaltenbrunner) (زاده ۴ اکتبر ۱۹۰۳ – مرگ ۱۶ اکتبر ۱۹۴۶) یک سیاستمدار اتریشی و از سال ۳۰ ژانویه ۱۹۴۳ تا ۱۲ مه ۱۹۴۵ رئیس اداره اصلی امنیت رایش بود. وی در دادگاه نورنبرگ به مرگ محکوم شد.

## اوایل زندگی
وی در رید ایم اینکرایس در امپراتوری اتریش-مجارستان زاده شد. پدر وی وکیل بود. آدولف آیشمان، افسر بدنام اس‌اس، دوست دوران کودکی او بود. در سال ۱۹۲۶ مدرک دکترای خود را در رشته حقوق از دانشگاه گراتس دریافت کرد. وی جای زخم‌هایی بر روی صورت خود داشت که مربوط به یک دوئل در دوران دانشجویی بود، هرچند برخی این زخم را به یک تصادف اتومبیل نسبت می‌دهند.
وی در ۱۴ ژانویه ۱۹۳۴ با الیزابت ادر ازدواج کرد که حاصل این ازدواج سه فرزند بود. وی هم‌چنین یک جفت دوقلو به نام‌های ولفگانگ و اورسولا از معشوقه‌اش گیزلا گرفین فون وستارپ داشت.

## فعالیت در اس‌اس

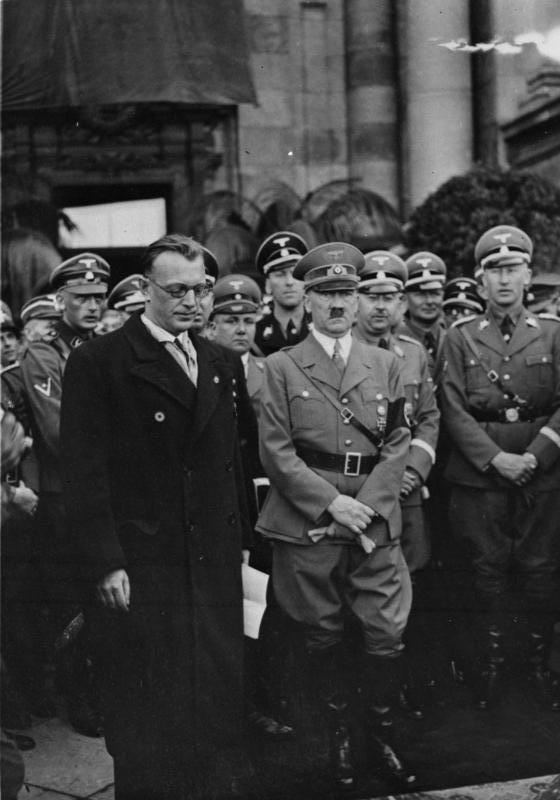
وین، آرتور سیس-اینکوارت، آدولف هیتلر

وی در ۱۸ اکتبر ۱۹۳۰ به حزب نازی پیوست. در ۱۹۳۱ سخنگوی حزب در اوبراسترایش شد. در ۳۱ اوت ۱۹۳۱ عضو اس‌اس شد.
وی در ژانویه ۱۹۳۴ به همراه چند تن دیگر از هواداران حزب نازی در اتریش توسط دولت انگلبرت دلفوس برای مدت کوتاهی زندانی شد. در زندان دست به اعتصاب غذا زد که این امر موجب آزادی وی و ۴۸۹ عضو حزب از زندان شد. دوباره در ۱۹۳۵ به دلیل مظنون بودن به خیانت ملی زندانی شد. اتهام وی اثبات نشد اما به جرم توطئه به ۶ ماه زندان محکوم و گواهی حقوقی وی نیز لغو گردید.
وی از نیمه ۱۹۳۵ فرماندهی یک واحد غیرقانونی اس‌اس را در شهر لینتس برعهده داشت. وی چندین سفر به باواریا داشت. هم‌چنین برای سفر به پاساو ابتدا در یک قطار و سپس یک کشتی پنهان شد و با پول و دستورات مربوطه برای افراد اس‌اس در بازگشت. دوباره در ۱۹۳۷ به جرم رهبری حزب غیرقانونی نازی در اوبراسترایش زندانی گشت اما در همان سال آزاد شد.
وی در جریان آنشلوس (الحاق اتریش به آلمان نازی) در مارس ۱۹۳۸، زیر نظر هرمان گورینگ با آلمان‌ها همکاری داشت و پس از آن به عنوان وزیر امور خارجه برای امنیت عمومی به کابینه آرتور زایس-اینکوارت راه یافت. در ۲۱ مارس ۱۹۳۸ به درجه اس‌اس-بریگادفورر ارتقا یافت. در ۱۰ آوریل ۱۹۳۸ نماینده رایشستاگ و تا ۸ می ۱۹۴۵ در این سمت ماند. وی هم‌چنین در راه‌اندازی اردوگاه کار اجباری ماوتهاوزن در نزدیکی لینتس شرکت داشت. در ۱۱ سپتامبر ۱۹۳۸ به درجه اس‌اس-گروپنفورر ارتقا یافت که معادل درجه سپهبد در ارتش بود. در همان سال رهبر اس‌اس و پلیس دوناو (دانوب) شد که اولین واحد رسمی اس‌اس در اتریش بود. وی تا ۳۰ ژانویه ۱۹۴۳ در این سمت ماند.

## جنگ جهانی دوم

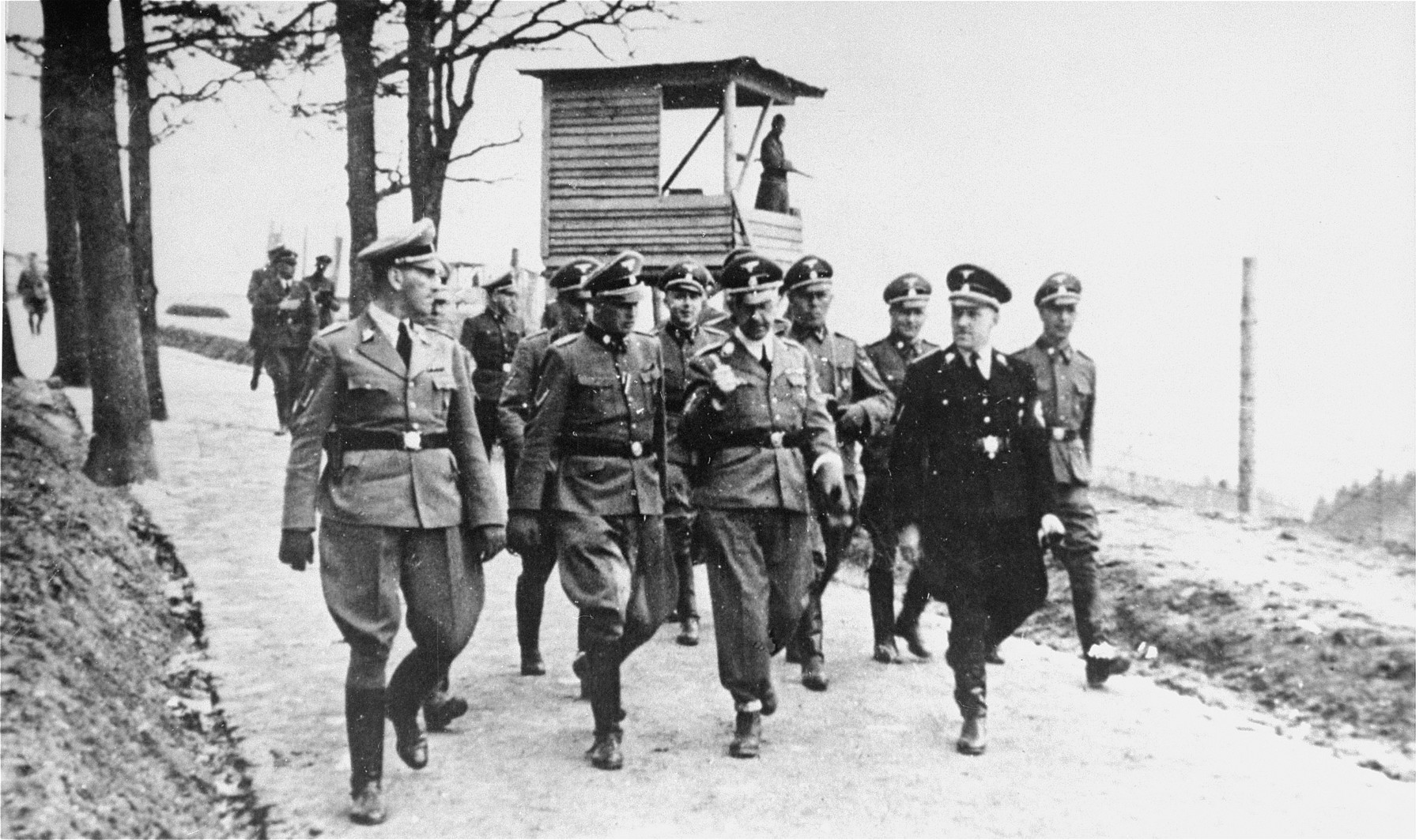
کالتنبرونر (در سمت چپ) به همراه هیملر و آوگوست آیگروبر در بازدید از اردوگاه کار اجباری ماوتهاوزن در ۱۹۴۱

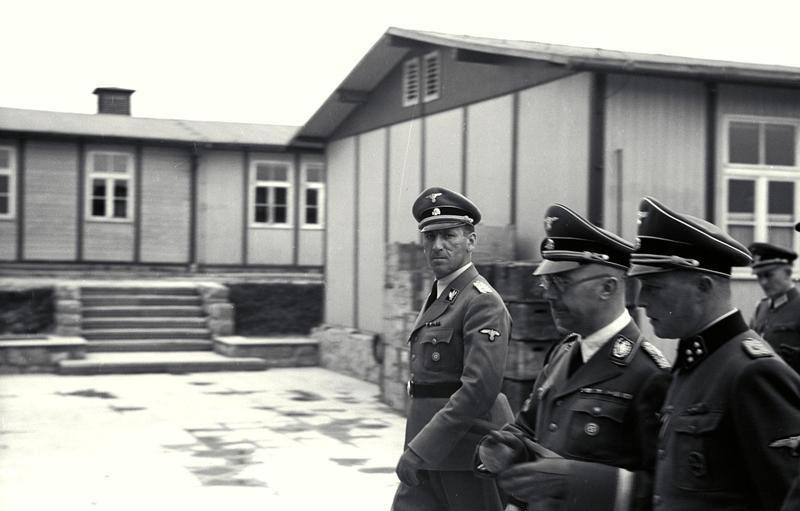
کالتنبرونر به همراه هیملر و فرانتس تسیرایس در بازدید از اردوگاه کار اجباری ماوتهاوزن در آوریل ۱۹۴۱

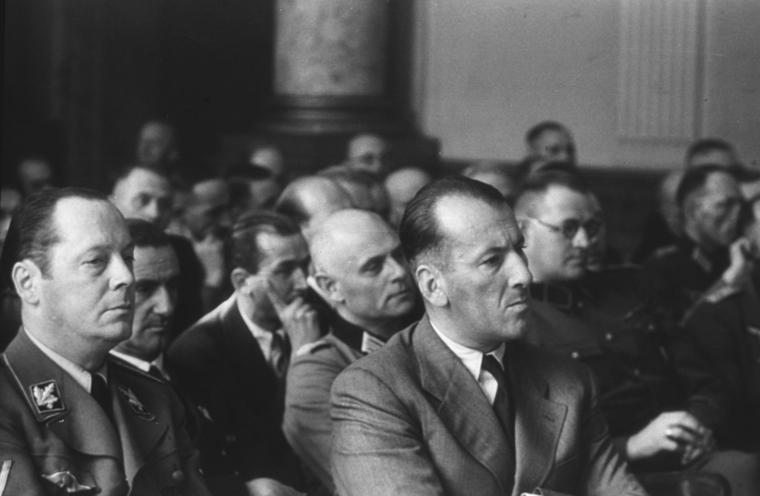
کالتنبرونر (نفر جلو وسط) به عنوان ناظر دادگاه متهمان کودتای ۲۰ ژوئیه

وی در ژوئن ۱۹۴۰ رئیس پلیس وین شد و به مدت یک سال در این سمت ماند. وی در کنار دیگر وظایفش، یک شبکه سراسری اطلاعات در اتریش را ایجاد و آن را به سمت جنوب و شرق کشور که توسعه داد که همین موضوع موجب شد هاینریش هیملر رئیس اس‌اس وی را در ژانویه ۱۹۴۳ به سمت رئیس اداره اصلی امنیت رایش منصوب کند. وی جانشین راینهارد هایدریش در اداره امنیت شد که در ژوئن ۱۹۴۲ ترور شده بود. وی تا پایان جنگ در این سمت ماند. در ۲۱ ژوئن به رتبه اس‌اس-اوبرگروپنفورر ارتقا یافت. وی هم‌چنین به عنوان جانشین هایدریش به ریاست کمیسیون بین‌المللی پلیس جنایی (ICPC) منصوب شد. سازمانی که امروزه با نام اینترپل شناخته می‌شود.
انتخاب کالتنبرونر به عنوان جانشین هایدریش در اداره امنیت، موجب شگفتی کاندیداهای دیگر این سمت مانند هاینریش مولر رئیس گشتاپو یا حتی والتر شلنبرگ رئیس سازمان اطلاعات شد. با این حال انتخاب او ظاهراً بیشتر به این دلیل بوده که وی به عنوان یک «تازه‌وارد» در برابر هیملر انعطاف بیشتری از خود نشان می‌داد.
وی در تابستان ۱۹۴۳ برای دومین بار از اردوگاه کار اجباری ماوتهاوزن دیدار کرد. در آن‌جا ۱۵ زندانی برای نشان دادن ۳ روش کشتن افراد انتخاب شده بودند:شلیک به گردن، به دار آویختن و کشتن با گاز. پس از نمایش کشتارها، وی از کوره‌های جسدسوزی و سپس معدن بازدید کرد. در اکتبر ۱۹۴۳ وی به هربرت کاپلر رئیس پلیس آلمانی رم دستور تخلیه یهودیان از ایتالیا را داد. چهار روز بعد، نیروهای اس‌اس در ایتالیا شروع به جمع‌آوری یهودیان و تبعید آنان به اردوگاه آشویتس کردند.
در ۱۹۴۴ هیتلر برای ملاقات با میکلوش هورتی برای تجهیز نظامی مجارستان و تسلیم مجارستان در برابر خواسته‌های آلمان به قلعه‌ای در زالتسبورگ رفت. کالتنبرونر در مذاکرات حاضر بود و هیتلر را اسکورت می‌کرد. در پایان هورتی و کالتنبرونر به همراه آدولف آیشمان به مجارستان بازگشتند. آیشمان به همراه یک واحد ویژه آینزاتس‌کماندو وارد مجارستان شد تا جمع‌آوری ۷۵۰٬۰۰۰ یهودی مجارستان را آغاز کنند.
بسیار گفته می‌شود که حتی هیملر از او می‌ترسید. کالتنبرونر ۱٬۹۴ متر قد داشت و زخم‌هایی بر روی صورتش بود. وی هم‌چنین دوست چندین ساله اتو اسکورتسینی بود و بسیاری از ماموریت‌های مخفی را به او پیشنهاد داده بود و او را از مأموران ارزشمند هیتلر کرده بود. کالتنبرونر هم‌چنین طراح عملیات پرش بلند برای ترور همزمان ژوزف استالین، وینستون چرچیل، و فرانکلین روزولت در جریان کنفرانس تهران بود که با اطلاع‌یافتن جاسوسان شوروی به رهبری گئورگ وارطانیان این طرح عقیم ماند.
در پی کودتای ۲۰ ژوئیه، کالتنبرونر توسط هیملر از اداره امنیت در برلین به آشیانه گرگ فراخوانده شد تا دریابد که چه کسی مسئول ترور هیتلر بوده است. پس از آن که مشخص گردید یک کودتای نظامی علیه هیتلر صورت گرفته است، هیملر و کالتنبرونر گام‌های خود را آرام‌تر برداشتند زیرا ارتش در حوزه قضایی اس دی یا گشتاپو نبود. از آن‌جایی که هیتلر از ترور جان سالم به در برد و کودتاچیان تا حدودی بی‌پروا بودند، هویت آن‌ها به سرعت فاش شد. پیش از آن که کار کالتنبرونر برای دستگیری تمامی افرادی که به نوعی با کودتا مرتبط بودند به پایان برسد، بیش از ۵٬۰۰۰ نفر اعدام و چندین هزار نفر دیگر به اردوگاه‌های کار اجباری فرستاده شده بودند. گزارشات بازجویی‌ها از طرف کالتنبرونر به مارتین بورمان فرستاده می‌شد. کار رسیدگی به پرونده با قضاوت قاضی بدنام نازی رولاند فرایسلر، تا پایان جنگ ادامه داشت. بسیاری از افرادی که به شرکت در کودتا متهم شده بودند، در حالی که از میله قصابی آویزان بودند با سیم‌های پیانو به دار آویخته شدند. خانواده بسیاری از کودتاچیان نیز به قتل رسیدند.
وی در مقام رئیس اداره امنیت در ۶ فوریه ۱۹۴۵ فرمانی را صادر کرد که به پلیس اجازه می‌داد به افراد تنها بر حسب احتیاط و بدون طی کردن روند قضایی شلیک کنند. در ۱۲ مارس ۱۹۴۵ وی با کارل یاکوب بورکهارت رئیس کمیته بین‌المللی صلیب سرخ در فورآرلبرگ اتریش ملاقات کرد. نازی‌ها تمایل داشتند که کمی به صلیب سرخ امتیاز بدهند. به فاصله یک ماه بعد، هیملر مطلع شد که کارل ولف مذاکراتی با متفقین دربارهٔ تسلیم ایتالیا داشته است. هیملر ولف را بازخواست کرد و ولف اینطور توضیح داد که تحت دستورات هیتلر عمل کرده و تلاش می‌کرده که با متفقین تبادل زندانی انجام دهد. هیملر حرف او را باور کرد. اما کالتنبرونر سخنان ولف را باور نکرد و شخصاً با هیملر صحبت کرد و به او گفت که از یک منبع مطلع شنیده که ولف با کاردینال شوستر از میلان دربارهٔ تسلیم کل ایتالیا و جبهه‌های جنوبی آلمان به متفقین مذاکره کرده است. هیملر با عصبانیت ادعاهای وی را تکرار کرد و ولف از هیملر خواست تا در حضور خود هیتلر این ادعاها مطرح شوند. هیملر عقب کشید و کالتنبرونر و ولف را به پناهگاه هیتلر فرستاد. هیتلر استقبال گرمی از آنان کرد و سخنان ولف دربارهٔ مذاکرات مفیدی که با آلن دالس داشته کالتنبرونر را ساکت کرد. سپس هیتلر به ولف دستور داد تا به ایتالیا بازگردد و مذاکرات را با آمریکایی‌ها از سر گیرد.
در ۱۸ آوریل ۱۹۴۵ هیملر کالتنبرونر را فرمانده کل نیروهای باقی‌مانده آلمانی در جنوب اروپا کرد. کالتنبرونر نیز آژانس‌های اطلاعاتی را به صورت شبکه‌های زیرزمینی دوباره سازماندهی کرد. هیتلر برای آخرین بار در ۲۰ آوریل ۱۹۴۵ در برابر دوربین فیلم‌برداری حاضر شد تا به شماری از سربازان سازمان جوانان هیتلری مدال اعطا کند. در این مراسم کالتنبرونر نیز حضور داشت.
در اواخر آوریل ۱۹۴۵ کالتنبرونر از برلین گریخت و به التاوسی رفت؛ جایی که بیشتر مواقع تعطیلات خود را در آن‌جا می‌گذراند. وی در آن‌جا با تلاش‌های آوگوست آیگروبر برای نابودی کلکسیون آثار هنری به سرقت رفته از موزه‌ها و گالری‌های سرزمین‌های اشغال‌شده برای راه‌اندازی موزه پیشوا در لینتس مواجه شد و جلوی آن را گرفت. این کلکسیون شامل بیش از ۶٬۵۰۰ اثر نقاشی و مجسمه بود. آیگروبر مصمم بود که مطابق دستور هیتلر عمل کند و تمامی آثار هنری را با مواد انفجاری از بین ببرد تا به‌دست یهودیان و بلشویک‌ها نیفتد. با این حال کالتنبرونر جلوی این کار را گرفت و آثار ارزشمندی هم‌چون مدونای بروخه اثر میکلانژ را از خطر نابودی نجات داد.

## شواهد تازه
در سال ۲۰۰۱ مهر امنیتی شخصی کالتنبرونر در دریاچه‌ای در اشتایرمارک پیدا شد. او آن را رها کرده بود تا بتواند هویت خود را مخفی کند. این مهر توسط یک فرد هلندی که تعطیلات خود را در اتریش سپری می‌کرد یافت شد. بر روی مهر عبارت "Chef der Sicherheitspolizei und des SD" (رئیس پلیس امنیت و اس دی) حک شده بود. کارشناسان اظهار کرده‌اند که این مهر در اواخر می ۱۹۴۵ رها شده است. وی در ۱۲ می ۱۹۴۵ هویت خود را تغییر داد و تحت یک نام جعلی خود را دکتر معرفی می‌کرد. اما معشوقه‌اش او را شناخت و متفقین او را دستگیر کردند. گرچه اسناد سازمان سیا اینطور بیان می‌کنند که گروهی فعالانه در جستجوی او بودند و پیش از آن که معشوقه‌اش هویت واقعی او را افشا کند، سربازان آمریکایی او را شناخته بودند.

## دادگاه نورنبرگ

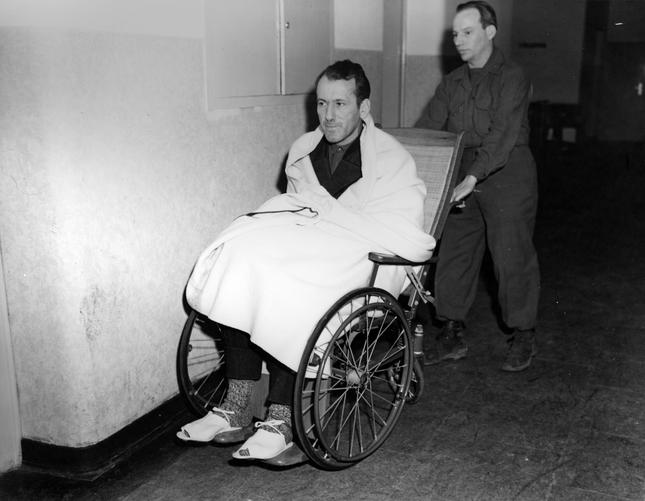
کالتنبرونر بر روی صندلی چرخدار در حال انتقال به دادگاه

وی در دادگاه نورنبرگ به توطئه برای ارتکاب جرایم علیه صلح، جنایت جنگی و جنایت علیه بشریت متهم شد. گرچه در طی محاکمات از اتهام جرایم علیه صلح تبرئه شد.
وی در جلسات اولیه دادگاه حاضر نبود زیرا دو خونریزی زیر عنکبوتیه را پشت سر گذاشته بود و نیاز به چندین هفته استراحت داشت. وی پس از بازیابی سلامت خود از بیمارستان نظامی مرخص شد و به دادگاه فرستاده شد. وی در دادگاه خود را بی‌گناه خواند. هزاران سند در دادگاه ارائه شد که امضای وی پای آن‌ها بود. وی در دادگاه ادعا کرد که هاینریش مولر رئیس گشتاپو امضای او را جعل کرده و پای بسیاری از اسناد زده است. وی در جریان دفاعیات خود اظهار کرد که سمت او به عنوان رئیس اداره اصلی امنیت رایش تنها یک عنوان بوده و در واقع ریاست شبکه‌های جاسوسی و اطلاعاتی را برعهده داشته است. وی هم‌چنین اظهار داشت که تا ۱۹۴۳ از برنامه راه حل نهایی اطلاعی نداشته و نسبت به بدرفتاری هیتلر و هیملر علیه یهودیان اعتراض کرده. وی بازدید خود از اردوگاه کار اجباری ماوتهاوزن را نیز تکذیب کرد. وی در طی جلسات دادگاه، افراد حاضر را با پاسخ‌های متناقض خود گیج می‌کرد.
دادگاه در نهایت اینطور نتیجه‌گیری کرد که گرچه وی در مقام رئیس اداره اصلی امنیت رایش با شبکه‌های اطلاعاتی در ارتباط بوده است، اما شواهد نشان می‌دهد که وی در بسیاری از موارد جنایت جنگی و جنایت علیه بشریت نیز مشارکت داشته است. دادگاه در نهایت در ۱ اکتبر ۱۹۴۶ وی را به اتهام جنایت جنگی و جنایت علیه بشریت به اعدام با طناب دار محکوم کرد.

## اعدام
آخرین کلمات کالتنبرونر چنین بود:
"من مردم آلمان و مردم سرزمین پدری‌ام را با قلبی مهربان دوست داشته‌ام. من وظیفه‌ام را طبق قانون مردمم انجام داده‌ام و متاسفم از این که در این سخت‌ترین زمان مردم من توسط کسانی رهبری می‌شدند که سرباز نبودند و جرایمی اتفاق افتادند که من از آن‌ها مطلع نبودم. آلمان، موفق باشی".

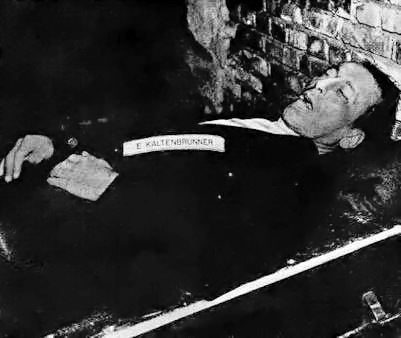
بدن بی‌جان کالتنبرونر پس از اعدام

وی در حدود ساعت ۱:۱۵ صبح ۱۶ اکتبر ۱۹۴۶ به دار آویخته شد. جنازه وی و نه فرد اعدام‌شده دیگر در کنار جنازه هرمان گورینگ که پیش از اعدام خودکشی کرده بود، به اوستفریدهوف فرستاده شد و در آن‌جا بدن‌ها سوزانده شد و خاکستر آن‌ها به رود ایسار ریخته شد.